# Martin Abern

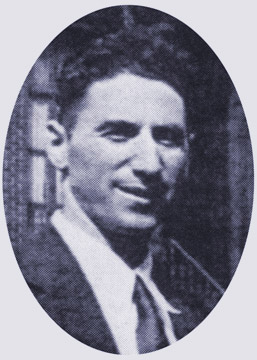

Martin Abern (1898 - 1949) foi um político marxista que foi um importante líder da movimento da juventude comunista da década de 1920, bem como um dos fundadores da trotskismo movimento americano.